# Victor Rousseau

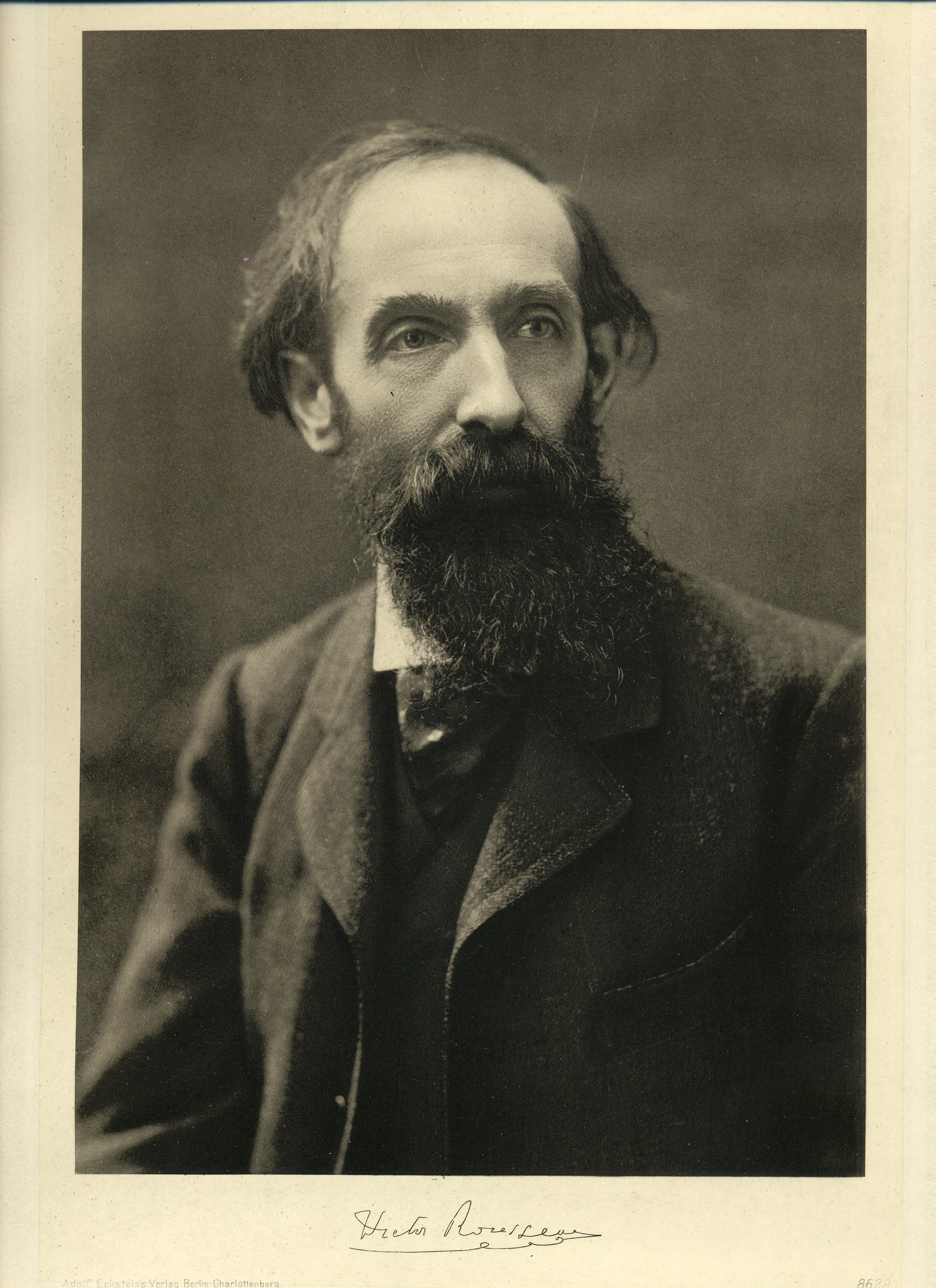
Porträt von Victor Rousseau, um 1900, erschienen 1907 in La Belgique d'aujourd'hui, herausgegeben von Gustave Deltour, Berlin-Charlottenburg. Verlag Adolf Eckstein,.

Victor Léopold Rousseau (* 16. Dezember 1865 in Feluy; † 7. März 1954 in Forest/Vorst, Brüssel) war ein belgischer Bildhauer und Zeichner. Er schuf zahlreiche Büsten, Flachreliefs und große Denkmäler und war Direktor der Königlichen Akademie der Schönen Künste in Brüssel.

## Leben

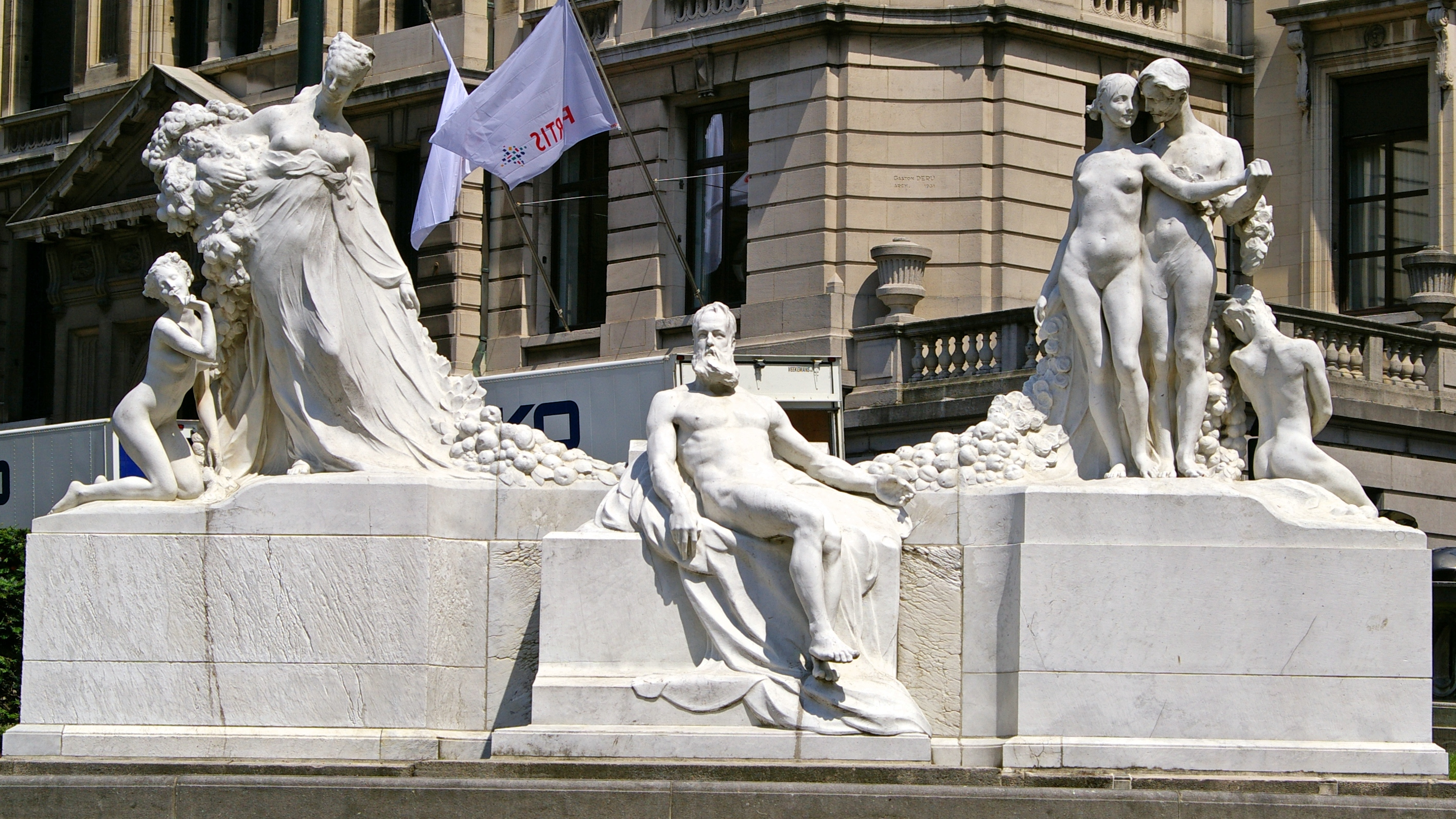
La Maturité. Bruxelles-Centre, Montagne du Parc

### Jugend und Ausbildung
Victor Rousseau wurde in einer Steinmetz-Familie in Feluy im Hennegau geboren, wo es viele Steinbrüche gab. Im Alter von 11 Jahren begann auch der junge Victor mit dem Steinmetzhandwerk. Einige Jahre später arbeitete er auf der Baustelle des Brüsseler Justizpalastes.
Ab 1879 nahm er Zeichenunterricht an der Königlichen Akademie der Schönen Künste in Brüssel. Im Jahr 1883 tritt er als Lehrling in das Atelier des Ornamentschmiedes Georges Houtstont in Saint-Gilles ein und nimmt an der Akademie der Schönen Künste in Saint-Josse-ten-Noode Unterricht im Ornamentzeichnen. An der Brüsseler Kunstakademie nimmt Victor Rousseau ab 1886 Bildhauerkurse bei Charles Van der Stappen. Während seiner Studienzeit besuchte der junge Künstler häufig das Théâtre de la Monnaie, wo er sich besonders für die Werke von Richard Wagner und Ludwig van Beethoven begeisterte.

### Karriere

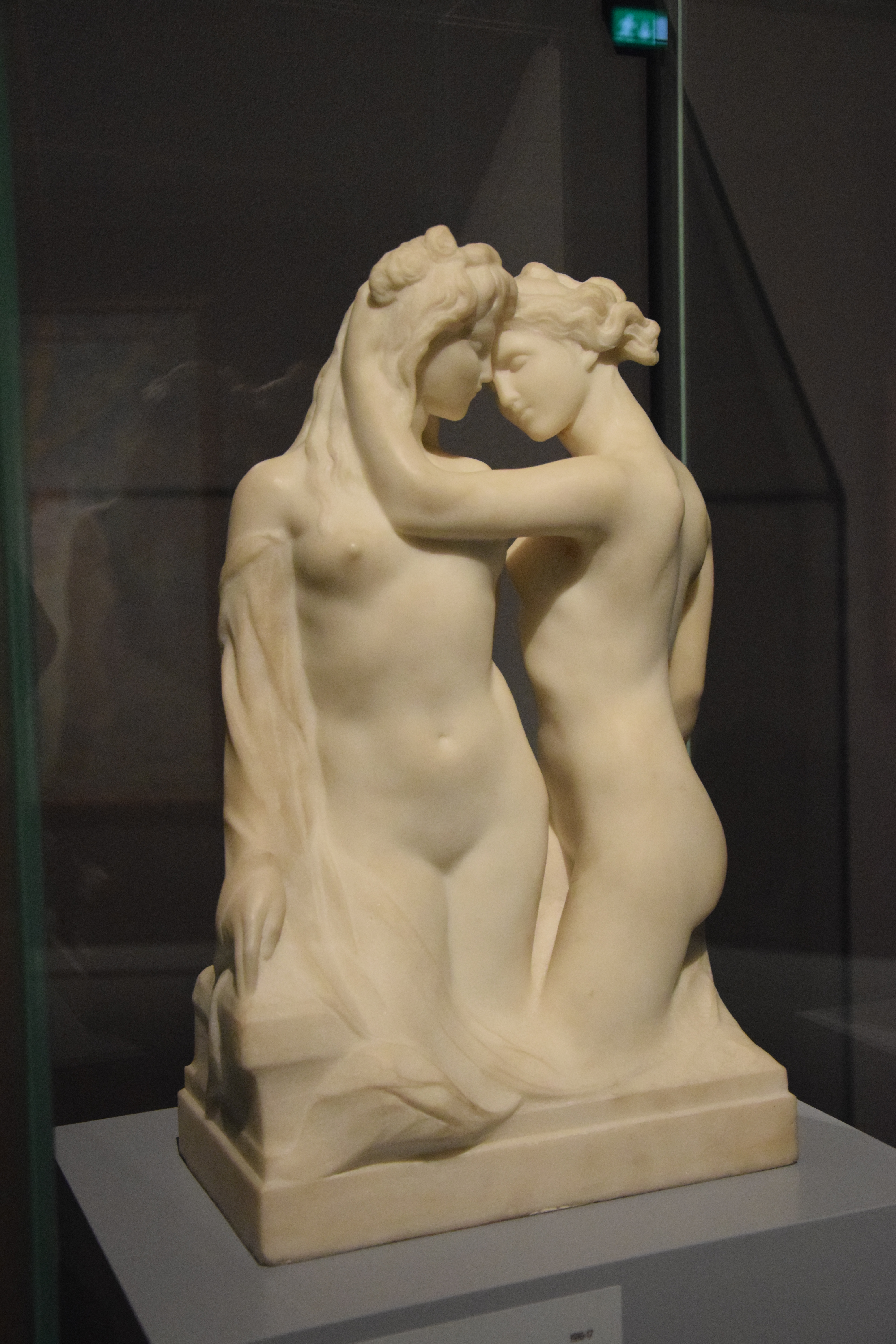
Le secret (Das Geheimnis). Marmor, 1916

Victor Rousseau, der sich in den ersten Jahren vor allem als Ornamentalist betätigt, wendet sich ab 1887 ganz der Bildhauerei zu. 1889 unternimmt er eine Studienreise nach Frankreich und besucht Paris, Versailles und Reims. Seine erste Anerkennung erfährt er 1890 auf der Brüsseler Triennale, wo er für sein Werk Le Tourment de la Pensée mit dem Godecharle-Preis für Bildhauerei ausgezeichnet wird.
1892 ist er Mitbegründer der Künstlervereinigung Pour l'Art. Er unternimmt weitere Studienreisen nach England, Italien (Rom und Venedig) und verbringt längere Zeit in Paris, wo er das Art Nouveau kennenlernt. Zwei Jahre später, 1894, nimmt er am renommierten belgischen Wettbewerb Prix de Rome teil. Im selben Jahr ließ er sich endgültig im Brüsseler Forest/Vorst (Gemeinde Brüssel) nieder und richtete sich ein eigenes Atelier ein. Er integriert sich in die Brüsseler Kunstszene und findet zahlreiche Freunde, darunter Firmin Baes, Jean Delville, Constant Montald, Albert Ciamberlani, Isidore Verheyden, Albert Mockel, Emile Fabry, Xavier Mellery, Fernand Khnopff und vor allem Jean Vanden Eeckhoudt, der sein enger Freund wird.
Während des Ersten Weltkriegs hält sich Victor Rousseau in London auf. Dort schuf er mehrere bedeutende Werke, darunter das belgische Kriegerdenkmal zum Dank an Großbritannien, ein Werk des englischen Architekten Reginald Blomfield, das am 2. Oktober 1920 am Victoria Embankment an der Themse eingeweiht wurde.
1919 kehrte er nach Belgien zurück und nahm seine Tätigkeit an der Brüsseler Akademie der Schönen Künste wieder auf. Er wird zum Direktor gewählt, ein Amt, das er neben seiner Lehrtätigkeit bis 1922 ausübt. Von 1931 bis 1935 war er als Nachfolger von Victor Horta ein zweites Mal Direktor der Akademie.
1933 findet im Palais des Beaux-Arts in Brüssel eine Retrospektive mit seinen Werken aus Bronze, Marmor und Gips statt. Bei dieser Gelegenheit wurde er auch zum Korrespondenten des Institut de France ernannt. Bereits 1909 war er zum Mitglied der Académie royale des sciences, des lettres et des beaux-arts de Belgique gewählt worden, wo er 1922 zum Direktor der Klasse für Schöne Künste ernannt wurde. 1935 erhielt Victor Rousseau den Fünfjahrespreis der Provinz Hennegau. Für die Weltausstellung dieses Jahres schuf er zwei Skulpturen, die im Akroterion des Cinquantenaire auf dem Heyselgelände aufgestellt wurden. Nach dem Tod von Königin Astrid schuf er mehrere Büsten von ihr in Maurage, Mons und Arlon.
Im Laufe seiner langen Karriere schuf er etwa 150 Büsten, 100 Flachreliefs, 45 große Denkmäler und malte 35 Pastelle. Er starb 1954 im Alter von 88 Jahren in seinem Geburtsort Forest, Brüssel.

## Werke (Auswahl)

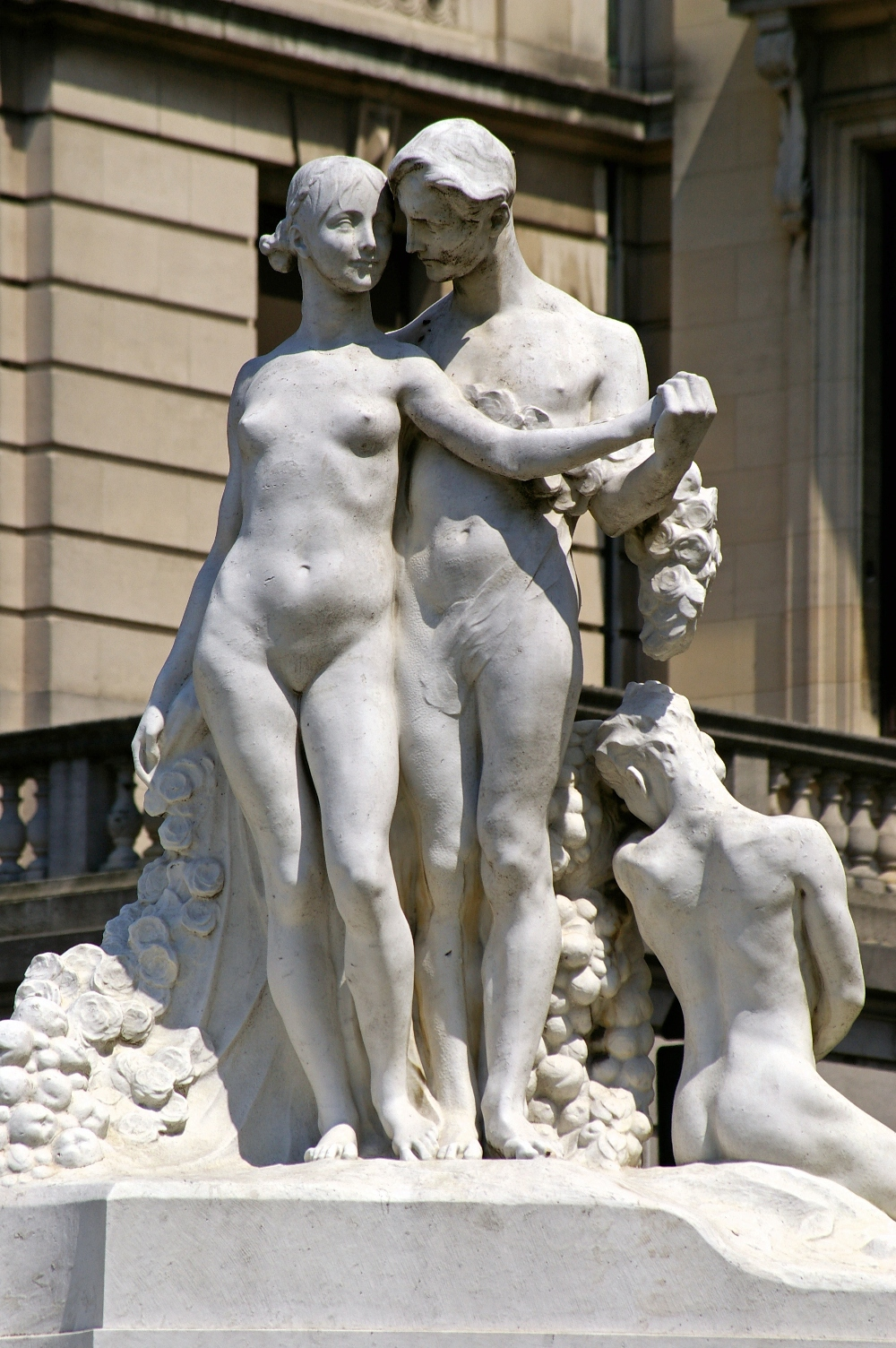
La maturité. Detail.

- 1899: Denkmal für Charles Buls auf dem Grand Place in Brüssel, mit Victor Horta.
- 1903: Flachrelief an der Ecke der Fassade des Hôtel Hannon in Saint-Gilles (Brüssel) (Architekt: Jules Brunfaut)
- 1905: Statuen an der Fragnée-Brücke in Lüttich.
- 1911: Victoire, auf der Rotunde der Königlichen Museen für Kunst und Geschichte Belgiens.
- 1912: Das Feuer, Basrelief für das Atelierhaus von Édouard Taymans in Ixelles.
- 1913: Ernest Solvay, Bronzebüste, Université libre de Bruxelles - Archives, patrimoine, réserve précieuse.
- 1913: Ernest Solvay und Albert Solvay, gerahmtes Skulpturenrelief, Bronzebasrelief, Université libre de Bruxelles - Archives, patrimoine, réserve précieuse.
- 1916: Büste von Eugène Ysaÿe, weißer Marmor, im Musée des Beaux-Arts in Lüttich.
- 1919: Victoire - Gedenkmonument für die Schüler, die für das Vaterland gestorben sind, Université libre de Bruxelles - Archives, patrimoine, réserve précieuse.
- 1922: La Maturité (Die Reife), Montagne du Parc, Brüssel.
- 1922 - Paul Héger - Marmorbüste - Université libre de Bruxelles - Archives, patrimoine, réserve précieuse.
- 1938: Denkmal für Königin Astrid, Wisterzée-Park, Court-Saint-Étienne